# Дейзи Джонсон
Дейзи Джонсон (англ. Daisy Johnson), также известная как Дрожь (англ. Quake) — супергероиня комиксов, публикуемых издательством «Marvel Comics», агент, а позже — директор организации Щ. И. Т.

## История публикаций
Член организации Щ. И. Т. Дейзи Джонсон была создана писателем Брайаном Майклом Бендисом и художником Габриэлем Дель’Отто и впервые появились в Secret War #2 (июль 2004). Во время Секретного вторжения она присоединяется к секретным воинам Ника Фьюри под кодовым именем Землетрясение.
Её внешний вид был создан на основе актрисы Анджелины Джоли в фильме «Хакеры».
Дейзи появлялась как второстепенный персонаж в серии Avengers 2010—2013 годов, с выпуска #19 (январь 2012) до последнего выпуска #34 (январь 2013 г.).

## Биография
Дейзи Джонсон, сверхчеловек с сейсмическими способностями, является незаконной дочерью Кэлвина Забо, суперзлодея, известного как Мистер Хайд. Она была принята в организацию Щ. И. Т. и находилась под наблюдением директора Ника Фьюри, даже после ухода его из организации во время событий Секретной войны. Дейзи была непосредственным участником этих событий и с помощью своих сил уничтожила замок Дума в Латверии, как тогда казалось, убив Лючию фон Бардас. Это позже привело к попытке выжившей Лючии фон Бардас устроить террористический акт в Нью-Йорке, но Дейзи в этот раз убивает её.
Джонсон помогла победить Магнето, вызвав вибрацию в его мозгу, что заставило его потерять сознание. Это было во время трех путей конфронтацией с Людьми Икс, Мстителями и «Коллективом», являющимся объединением мутантов, потерявших силы после событий Дня М.
После того, как Мстители раскололись из-за событий Гражданской войны, она была замечена в союзе со скрывающимся Ником Фьюри, который даёт ей задание завербовать потомков различных героев и злодеев, чтобы помочь ему сражаться против инопланетной расы Скруллов во время их Секретного вторжения. Взяв имя Дрожь, она и её товарищи по команде нападают на Скруллов во время их вторжения на Манхэттен. Команда становится частью Секретных воинов Фьюри с Дейзи в качестве лидера.
После побега Нормана Озборна из тюрьмы Рафт, Джонсон призвана Капитаном Америка и вошла в состав Мстителей как Дрожь. Позже Дейзи вступает в должность директора Щ. И. Т., когда Ник Фьюри полностью увольняется, и его сын становится агентом. Мария Хилл является исполняющим обязанности директора, в то время, как Джонсон считалась главой организации, но была отстранена после операции по убийству Высшего учёного А. И. М. Эндрю Форсона. Место директора Щ. И. Т. вновь занимает Мария Хилл.
Позже Дейзи показывает отцу, что раскрыла происхождение своих способностей: она Нелюдь, чьи генетические способности были активированы нестабильным ДНК отца.

## Силы и способности
Дейзи генерирует мощные вибрационные волны, которые могут производить эффекты, подобные землетрясению. Она защищена от каких-либо вредных последствий, колебаний. Она также имеет форму психической защиты.
Дейзи является великолепным рукопашным бойцом и отличным стрелком. Она была подготовленным шпионом, специалистом тайных заданий.
Её обучение у Фьюри позволяет ей выбирать с высокой точностью цель для своих сейсмических волн. Это было показано, когда она смогла предотвратить детонацию антиматериальной бомбы, имплантированной в тело Лючии фон Варды, уничтожив его питание, и взорвать сердце Росомахи, чтобы остановить его разъяренное нападение на Ника Фьюри.

## Альтернативные версии

### Ultimate
Землетрясение появилась вместе с Тигрой, Чудо-человеком и Виженом в серии комиксов Ultimate. Позже было показано, что до того, как стать Дрожью, Дейзи Джонсон была кадетом Щ. И. Т., но была уволена после сопротивления начальнику, пытавшемуся её изнасиловать. Тогда с ней сблизился Ник Фьюри, предложивший ей суперсилу в обмен на присоединение к его Ultimates Западного побережья. Проект был закрыт и позже повторно создан коррумпированным губернатором Калифорнии Фордом, который направил их против основной команды Ultimates. Дрожь решила сдаться для большей пользы и рассказать президенту Стиву Роджерсу о планах Форда, которым удалось положить конец с помощью остальной части Ultimates.

### Эра Альтрона
Во время основных событий сюжетной линии Эры Альтрона, которые происходили в альтернативной реальности, Дейзи Джонсон находится среди супергероев, сражающихся против Альтрона.

## Появления вне комиксов

### Телевидение
В телесериале «Агенты Щ.И.Т.» появляется хакер, называющая себя Скай, сыгранная Хлоей Беннет. Скай росла в том же приюте, в котором рос другой супергерой, Сорвиголова. В начале сериала она вербуется Филом Колсоном и входит в его команду агентов Щ.И.Т. Хорошо сдружилась с Лео Фитцем и Джеммой Симмонс. У Скай с её надзирающим офицером Грантом Уордом сразу возникает особая связь, однако, когда выясняется, что он из «Гидры», она остаётся с Щ.И.Т., где их чувствами успешно пользуются. Позже надзирающим офицером Скай становится Мелинда Мэй. В 10 серии второго сезона её отец называет Скай настоящим именем — Дейзи. В конце этой же серии она получает способность чувствовать резонансные колебания предметов и управлять ими, вне зависимости от типа или размера, будь то воздух или гора. Продюсер Морисса Танчароэн подтвердила, что персонаж является адаптацией Дейзи Джонсон, а также представительницей нелюдей. С помощью своей матери и Линкольна Кэмпбелла Дейзи научилась контролировать свои способности. Перешла на сторону Щ.И.Т. в войне с нелюдьми после того, как мать подставила организацию и настроила нелюдей против Щ.И.Т. Колсон и Дейзи начинают сбор Секретных воинов (отряда из нелюдей): вербуют Линкольна, Джоуи Гутьерреса, Елену Родригез. Напарником Дейзи становится Мак, который придумывает ей прозвище «Трясучка». Команда сталкивается с Лэшем (которым оказывается Эндрю Гарнер, бывший муж Мэй) и О.Б.Н.У., которой управляет «Гидра». У Дейзи начинаются отношения с Линкольном. В 17 серии 3 сезона стала подконтрольна Улью, в 20 серии освобождена от контроля Лэшем. В 22 серии уходит из Щ.И.Т. после смерти Линкольна и Улья. Впоследствии действует под псевдонимом «Дрожь». В 4 сезоне продолжая скрываться от Щ.И.Т., сталкивается с таинственным мстителем, называемым Призрачный гонщик. В 4 серии 4 сезона возвращается в Щ.И.Т. В 5 сезоне вместе с большинством команды перемещается в будущее, где узнаёт, что станет причиной разрушения Земли. Вернувшись в настоящее, она мешает планам Г.И.Д.Р.Ы. использовать её в проекте «Разрушительница миров», зная, какие последствия могут из-за этого насупить. В итоге вместо неё силу от гравитония получает полковник Гленн Тэлбот, взявший имя Гравитон, но Дейзи его побеждает. После смерти Коулсона Дейзи некоторое время была директором Щ.И.Т., после чего уступила эту должность Маку. В седьмом сезоне во время путешествий в прошлое у неё возникают романтические отношения с Дэниэлом Сузой; также в прошлом она встречает единоутробную сестру Кору и предотвращает её смерть. Последний раз Дейзи показана на космической миссии с Сузой и Корой.

### Мультфильмы
- Дрожь, озвученная Лейси Шабер, появляется в сериях «Who Do You Trust?» и «Avengers Assemble» мультсериала «Мстители. Величайшие герои Земли». Она подчиняется Нику Фьюри, входит в его тайную команду во время вторжения Скруллов, а в финале мультсериала сражается с герольдом Галактуса Терраксом.

### Видеоигры
- Дейзи Джонсон является играбельным персонажем в играх Marvel: Avengers Alliance, Marvel: Future Fight и в Marvel: Contest of Champions, где в качестве альтернативного костюма появляется её версия из сериала[19], и Marvel Puzzle Quest[20].
- Является играбельным персонажем в игре Lego Marvel: Avengers.